# 韓国国際協力団
韓国国際協力団（かんこくこくさいきょうりょくだん、KOICA）は大韓民国の対外無償協力事業を主管する外交部傘下の機関である。

## 歴史
- 1991年4月1日 - 設立

## 活動

### 研修生招請
開発途上国の人材を韓国に招請して韓国を紹介し先進技術を伝える。

### 教育及び医療施設支援
開発途上国に職業訓練校、病院、学校などを建設し住民の福祉向上に役立てる。

### 民間団体支援事業
開発途上国で活動中の韓国の民間団体を通して、その国を支援する。

### 海外奉仕団派遣
韓国海外奉仕団という名称で派遣されている。韓国海外奉仕団は海外奥地で奉仕活動をし、開発途上国の未来に対する希望を与え、帰国した海外奉仕団員は韓国海外奉仕団員連合会を組織して各種国際協力事業と公益事業を進めている。

### 専門人材派遣
開発途上国で技術と経験を伝授している。

### 災難復旧支援事業
アフガニスタン、イラク、 津波被害地域など戦争と事前災害で困窮している国家を支援している。

## 外部サイト
- 公式サイト
- 韓国海外奉仕団員連合会